# Iosif Vladimirovič Gurko
Iosif Vladimirovič Gurko (in russo Иосиф Владимирович Гурко?; Velikij Novgorod, 28 luglio 1828 – Tver', 28 gennaio 1901) è stato un generale e politico russo, governatore di San Pietroburgo (1879-1881), poi di Odessa (1882-1883), e infine governatore generale di Varsavia (1883-1894).

## Biografia

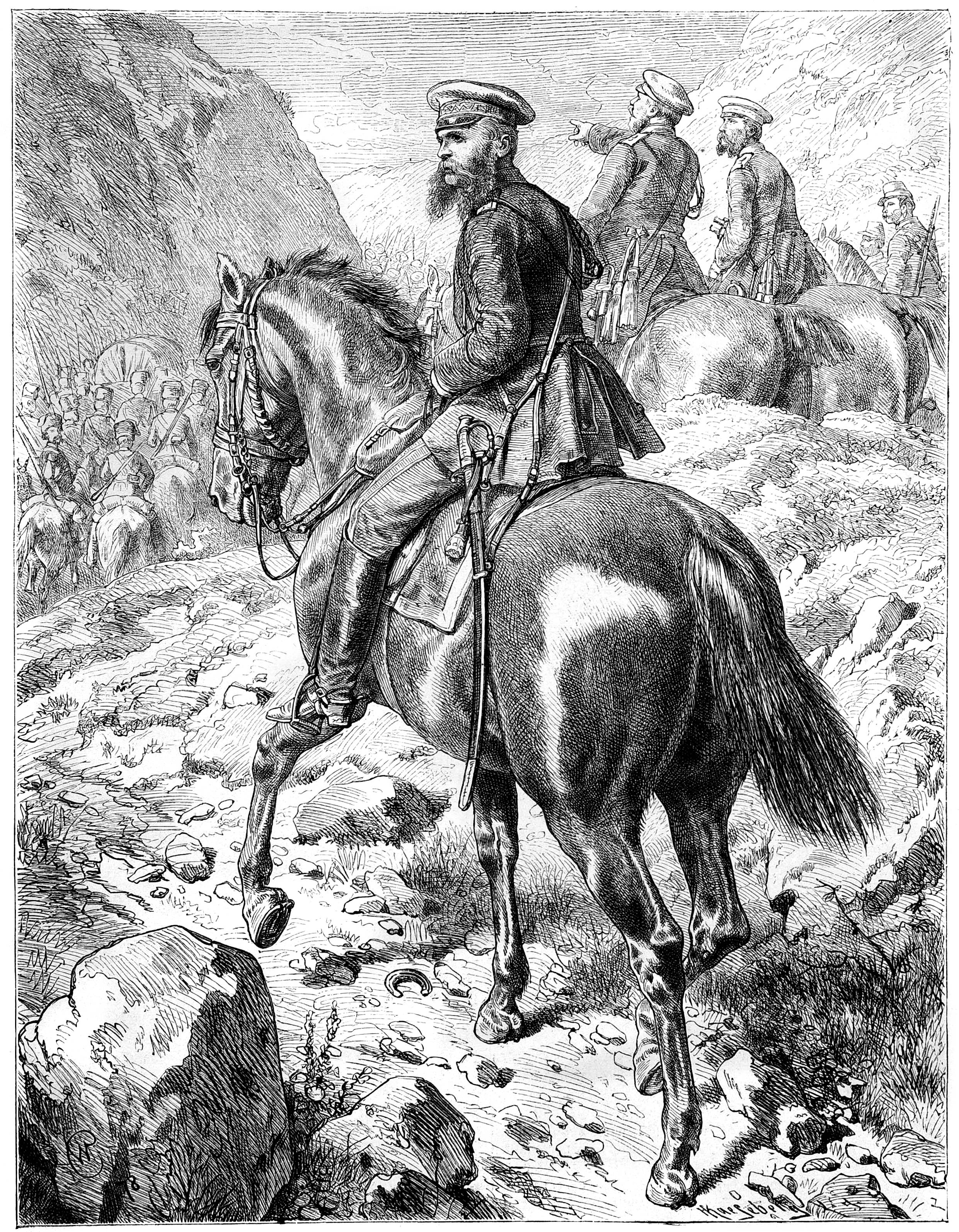
Iosif Gurko nel 1878 durante la guerra russo-turca.

Nel 1846 Iosif Gurko si laureò alla Scuola del Corpo dei Cadetti di San Pietroburgo (riservata ai figli dei nobili, preparava alla carriera militare), iniziò così la sua carriera nei reggimenti di cavalleria della Guardia. Prese parte alla guerra di Crimea (1853-1856). Nel 1860 fu nominato aiutante di campo. Gurko fu messo a capo dello sviluppo della riforma contadina a Samara, Kyatka e Kaluga, che si dimostrò un grande successo. Tra il 1869 e il 1875 Gurko fu nominato comandante dei granatieri a cavallo; nel 1875 fu posto a capo della 2ª divisione di cavalleria della Guardia. Nel 1876 scrisse un libro intitolato Comandare le esecuzioni concernente le esecuzioni dei rivoluzionari; queste istruzioni furono messe in pratica nel decennio 1870-1880.
Gurko durante la guerra russo-turca del 1877-1878, fu promosso ad aiutante generale, fu messo al comando di un distaccamento dell'avanguardia. La guerra finì nei Balcani, dove Gurko condusse la vittoria decisiva contro gli ottomani nella battaglia del passo di Shipka. Successivamente liberò Sofia, sconfisse il generale ottomano Sulayman Pascià a Filippopoli ed infine occupò Adrianopoli. Nell'aprile 1879 lo zar Alessandro II (1855-1881) nominò Gurko vice comandante della Guardia imperiale del distretto militare di San Pietroburgo e governatore temporaneo della capitale, carica che mantenne fino al febbraio 1880. Tra il 1882 e il 1883 fu governatore di Odessa, poi dal 1883 al 1894 fu governatore generale di Varsavia e comandante delle truppe di stanza nella città. Nel 1884 fu ammesso al Consiglio di Stato e nel 1894 fu nominato maresciallo, nello stesso anno abbandonò la vita militare e il 28 gennaio 1901 morì a Tver'.

## Vita familiare
Gurko sposò Marija Salias de Turnemir (1838/1842—1906), sorella dello scrittore Evgenij Andreevič Salias de Turnemir (1840-1908) e figlia di Elisaveta Vasil'evna Salias de Turnemir (1815-1892), anch'ella scrittrice con lo pseudonimo di Evgenija Tur.